# Chante hier pour aujourd'hui
Chante hier pour aujourd'hui è un album raccolta in francese della cantante turca-albanese Candan Erçetin del 2003.

## Brani
1. Non Je Ne Regrette Rien
2. Hier Encore
3. Parole
4. Le Meteque (Hasret)
5. Ne Me Quitte Pas
6. Johnny Tu N'es Pas Un Ange
7. Avant De Nous Dire Adieu
8. Padam
9. La Boheme
10. Et Maintenant
11. La Vie En Rose
12. Milord
13. Il Me Semble
14. Johnny Tu N'es Pas Un Ange (seconda versione)